# Wayne en Wanda
Wayne en Wanda vormden een zangduo dat geregeld optrad in het eerste seizoen van The Muppet Show. Ze werden meestal aangekondigd door Sam the Eagle, die hun optreden zag als het enige lichtpuntje van de show. Het duo was niet in staat om verder te komen dan het eerste couplet van welk lied dan ook. Hun optredens begonnen altijd rustig, maar eindigden steevast in een ramp, die schijnbaar al werd voorspeld door de titel van het gekozen lied. Zo viel er tijdens het zingen van "Trees" van dichter Joyce Kilmer een boom op de twee.
Hoewel Wayne en Wanda voorkwamen in het gros van de afleveringen van seizoen één, speelden ze geen rol gedurende het tweede seizoen. Dit kwam doordat Wanda's poppenspeelster Eren Özker stopte met werken voor de Muppets, alsmede door de aanstelling van Jerry Juhl als hoofdschrijver van The Muppet Show. Juhl verschoof het accent van het programma van running gags naar de karakterontwikkeling van de hoofdfiguren. Wayne en Wanda – die tijdens seizoen één nauwelijks backstage verschenen, waardoor ze nooit enige persoonlijke ontwikkeling doormaakten – verdwenen dientengevolge uit beeld.
Wayne trad in het derde seizoen weer zo nu en dan op als acteur en zanger. In de aflevering met Linda Lavin in seizoen 4 kwam Wanda eenmalig terug. Kermit de Kikker gaf haar en Wayne toestemming om weer gezamenlijk de bühne te betreden. Zo gauw ze begonnen met zingen herinnerde Kermit zich echter waarom hij de twee ooit had ontslagen en stuurde ze voorgoed de laan uit. Desondanks kwam Wayne nog eenmaal voor in het laatste seizoen van The Muppet Show. In 2010 werden na twintig jaar afwezigheid nieuwe poppen vervaardigd van Wayne en Wanda, omdat ze voorkomen in de bioscoopfilm The Muppets, waarin Kermit zo veel mogelijk Muppets probeert op te trommelen voor een comeback.
Wayne werd gespeeld door Richard Hunt, Wanda door Eren Özker. In de aflevering met Linda Lavin speelde Kathryn Mullen Wanda. In de film The Muppets wordt Wayne gespeeld door David Rudman.
Wayne's Nederlandse stem werd verzorgd door Ewout Eggink in The Muppets en Wiebe-Pier Cnossen in Muppets Haunted Mansion.